# スハン・ババエフ
スハン・ババエヴィチ・ババエフ（ロシア語: Сухан Бабаевич Бабаев、現代トルクメン語: Suhan Babaýewiç Babaýew、1910年 - 1995年11月28日）は、トルクメン・ソビエト社会主義共和国の政治家。

## 生涯
1910年12月25日（ユリウス暦12日）、ロシア帝国ザカスピ州ユズバシでアリリ族の貧しい農家に生まれた（シャジャ・バトゥイロフは、ババエフがイラン系の出自であることを暗示して、仲間内でババエフを「クルド人」と呼んでいた）。父はババエフ誕生の年に死に、母はその後再婚せず1950年に死去した。ババエフは1923年からタシュケントとポルトラツクの寄宿学校に通い、その後1931年に中央アジア治水高等学校を卒業した。
同年から1935年までメルヴ地区の、同年から1937年までスターリン地区の治水部部長、同年から1939年までムルガプ州システム部部長を務め、同年に全連邦共産党に入党した。同年から翌1940年までマルィ州 (ru) 治水部部長、同年から翌1941年までトルクメン・ソビエト社会主義共和国治水副人民委員に就き、1941年には国家統制人民委員および人民委員会議副議長でもあった。同年から1943年までは全連邦共産党中央委附属高等党学校 (ru) で学んでいる。
同年3月から1945年11月まではトルクメニスタン共産党チャルジョウ州 (ru) 委 (ru) 第一書記、同年10月17日から1951年7月14日まではトルクメン共和国人民委員会議および閣僚会議議長を務め、1946年からは党中央委員、1951年6月28日から1958年12月14日までは同委第一書記に就き、同日までは同委局員でもあった。第一書記に在任中、ババエフはバイムハメド・カッルィエフ、ミャチ・コサエフ、アブダロフら「民族主義」科学者グループの粛清を行い、同族のアリリ族出身者を指導層に登用した。
1952年10月14日から1958年12月18日までは連邦共産党中央委員でもあったが、同月からはアシュハバード州 (ru) の「カザンジク」コルホーズ長を務めた。その後、1995年11月28日に死去。その名は通りに付けられた。